# Alliance franco-perse

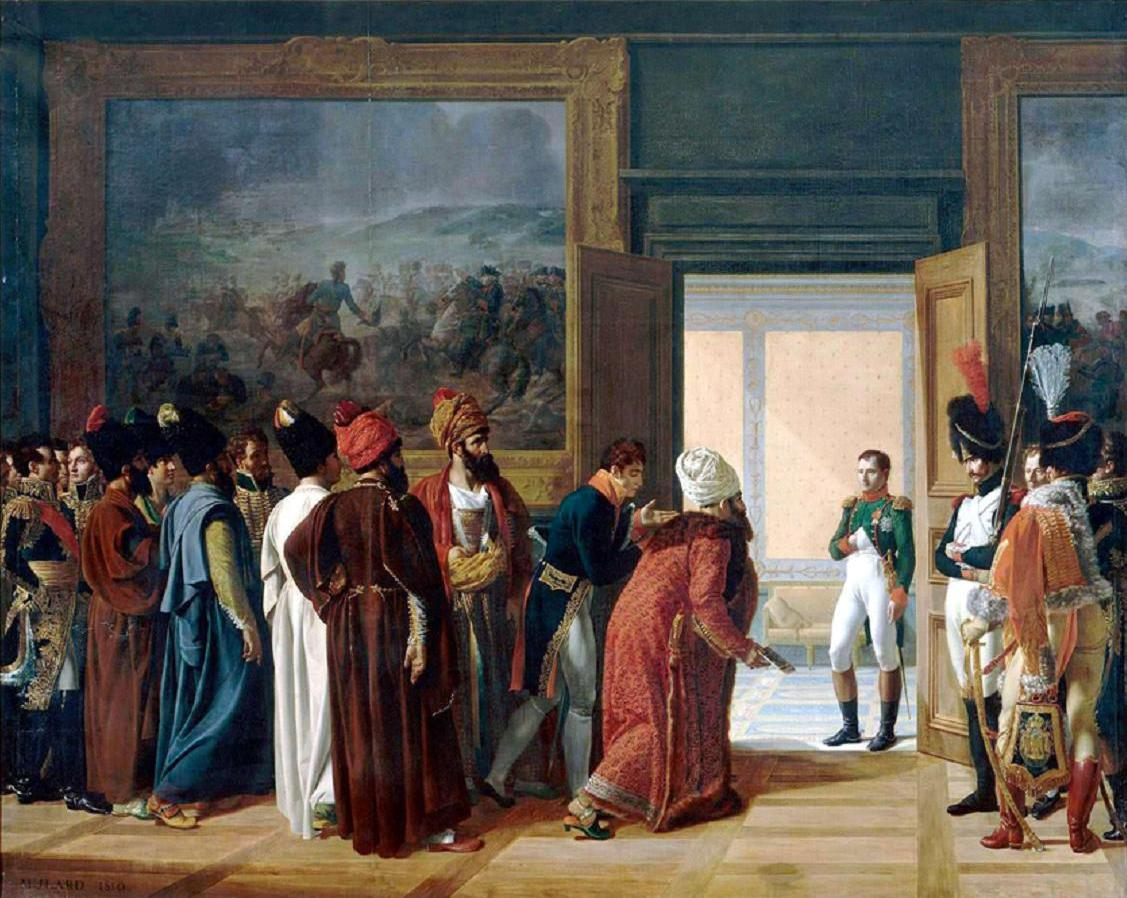
L'envoyé perse Mirza Mohammed Reza-Qazvini rencontre au château de Finckenstein, le 27 avril 1807, pour signer le traité de Finckenstein. François Mulard.

Une alliance franco-perse a été formée pendant une courte période entre l'Empire français de Napoléon Ier et Fath Ali Shah contre la Russie et la Grande-Bretagne entre 1807 à 1809. L'alliance faisait partie d'un grand projet napoléonien de traverser le Moyen-Orient pour attaquer l'Inde britannique. L'alliance a été rompue lorsque la France s’est finalement alliée avec la Russie et a tourné son attention vers les campagnes européennes.

## Contexte
En raison des relations traditionnelles d'amitié de la France avec l'Empire ottoman formalisées par une alliance franco-ottomane de longue date, les relations de la France avec la Perse avait depuis longtemps été minimes. Au lieu de cela, une alliance entre les Habsbourg et la Perse avait été conclue au cours du XVIe siècle, et quand les ambassades perses avait visité l'Europe avec l'ambassade de Perse en Europe (1599-1602) et l'ambassade Qagarie en Europe (1609-1615), ils avaient ostensiblement évité la France.

### Premier rapprochement

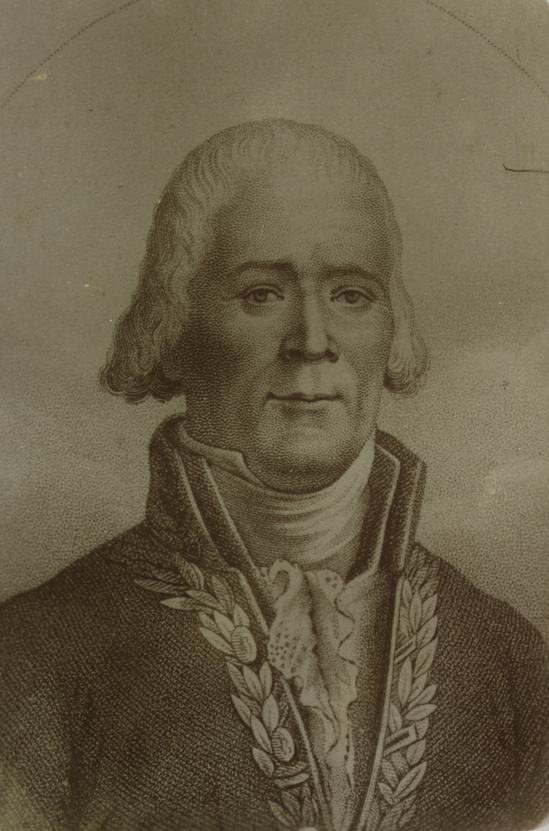
En 1796, Guillaume-Antoine Olivier (représenté) et Jean-Guillaume Bruguière visitent la Perse afin de tenter de conclure une alliance, mais en vain.

Plus tard, cependant, la France a développé des relations avec la Perse et a signé des traités en 1708 et 1715 lors de la visite d'une ambassade perse à Louis XIV, mais ces relations ont cessé en 1722 avec la chute de la dynastie safavide et l'invasion de l'Iran par les Afghans.
Les tentatives pour reprendre contact ont été faites après la Révolution française, car la France était en conflit avec la Russie et souhaitait trouver un allié contre ce pays. En 1796, deux scientifiques, Jean-Guillaume Bruguière et Guillaume-Antoine Olivier, ont été envoyés à l'Iran par le Directoire, mais n'ont pas réussi à obtenir un accord.
Bientôt cependant, avec l'avènement de Napoléon Ier, la France a adopté une politique fortement expansionniste en Méditerranée et au Proche-Orient. Après le traité de Campo-Formio en 1797, la France a acquis des territoires en Méditerranée tels que les îles Ioniennes, ainsi que les anciennes bases de Venise sur la côte d’Albanie et de Grèce, géographiquement proches du Moyen-Orient.

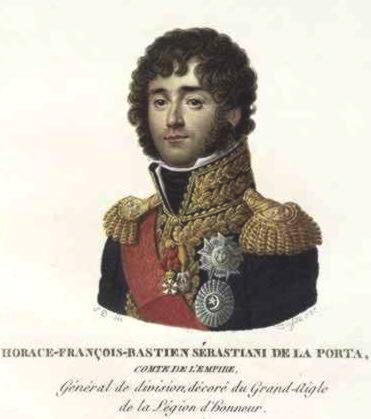
Le général français Horace Sebastiani a négocié une alliance franco-ottomane avec Selim III.

Napoléon Bonaparte lança la campagne d'Égypte en 1798 et combattit les Ottomans pour établir une présence française au Moyen-Orient, avec le rêve ultime de créer un lien avec l’ennemi musulman britannique en Inde, Tipû Sâhib. Napoléon a assuré au Directoire que « dès qu'il aurait conquis l’Égypte, il établirait des relations avec les princes indiens et, avec eux, attaquerait les Anglais dans leurs possessions. » Selon un rapport daté du 13 février 1798 de Talleyrand : « après avoir occupé et fortifiée l’Égypte, nous enverrons une force de 15 000 hommes de Suez vers l'Inde, pour se joindre aux forces de Tipu Sahib et chasser les Anglais. »
Napoléon a été initialement défait par l'Empire ottoman et la Grande-Bretagne lors du siège de Saint-Jean-d'Acre en 1799, et lors de la bataille d'Aboukir en 1801. En 1802, les Français étaient complètement vaincus au Moyen-Orient.
Afin de renforcer la frontière occidentale de l'Inde britannique, le diplomate John Malcolm a été envoyé en Perse pour signer le traité anglo-persan de 1801. Le traité offrait le soutien anglais contre la Russie et des avantages commerciaux, et était explicitement prévu contre une intervention française en Perse.
« Si une armée française tente de s'installer sur l'une des îles ou la côte de la Perse, une force conjointe doit être nommée par les deux parties contractantes, pour agir en coopération, afin de la détruire […] Si jamais l'un des grands hommes de la nation française exprime le souhait ou le désir d'obtenir un lieu de résidence ou un logement sur une des îles ou sur les rives du royaume de Perse […], une telle demande ne doit pas être consentie par le gouvernement persan.
- Traité anglo-persan de 1801 »
Bientôt cependant, à partir de 1803, Napoléon a déployé de grands efforts pour tenter de convaincre l'Empire ottoman de lutter contre la Russie dans les Balkans et rejoindre sa coalition anti-russe. Napoléon envoya le général Horace Sébastiani comme envoyé extraordinaire, promettant d'aider l'Empire ottoman pour récupérer ses territoires perdus.
En février 1806, à la suite de la remarquable victoire de Napoléon en décembre 1805 à la bataille d'Austerlitz et le démembrement qui s’est ensuivi de l'empire des Habsbourg, Selim III a finalement reconnu Napoléon comme empereur, en optant formellement pour une alliance avec la France « notre allié sincère et naturel », et pour la guerre avec la Russie et l'Angleterre.

## Alliance iranienne

### Les motivations de Napoléon
Dans son grand projet d'atteindre l'Inde (« l'Expédition en Inde »), la prochaine étape pour Napoléon était de développer une alliance avec l'Empire perse. Début 1805, Napoléon envoya un de ses officiers, Amédée Jaubert, en mission en Perse. Il reviendra en France en octobre 1806.

### Les motivations iraniennes

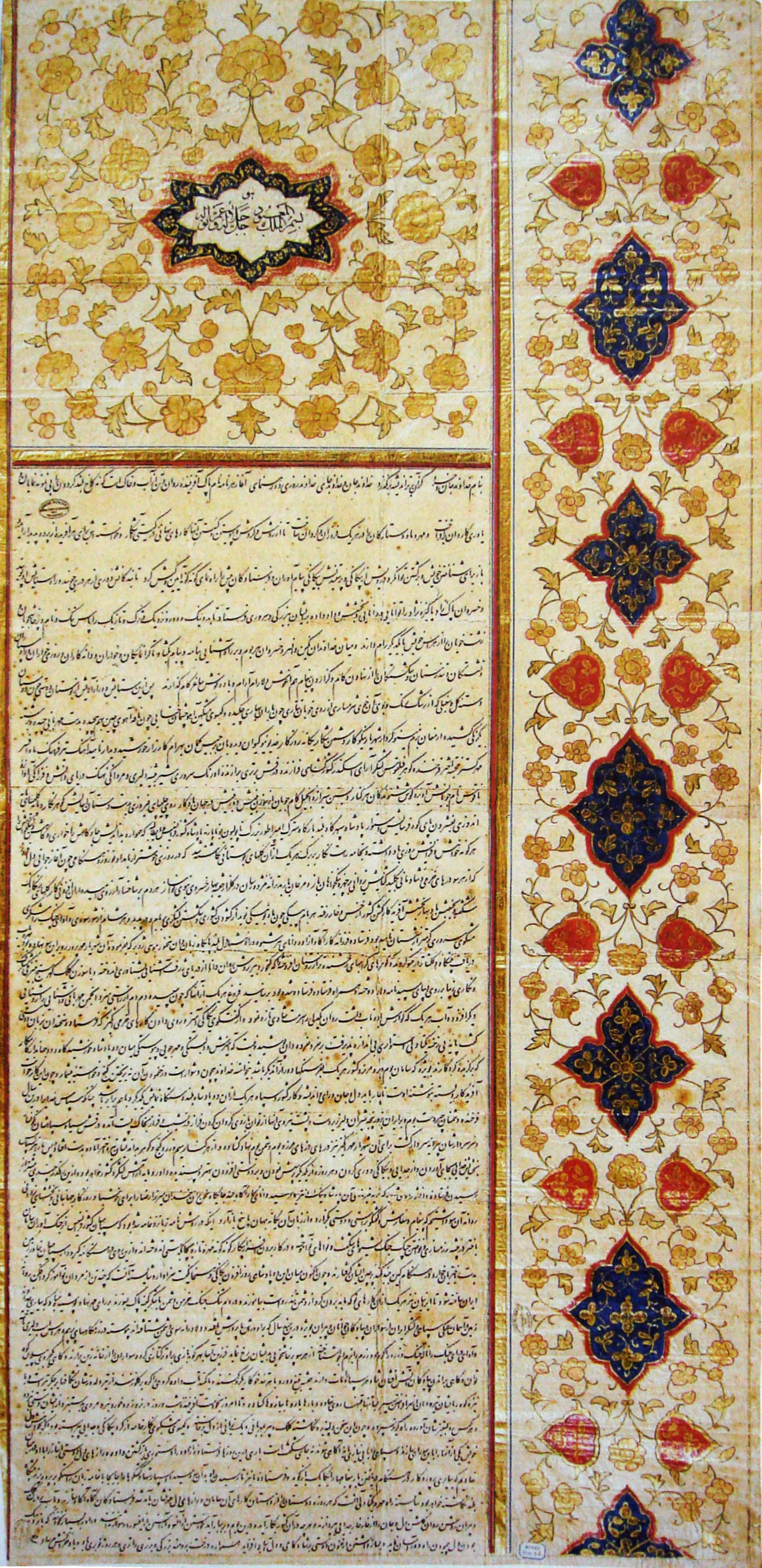
Lettre de Fath Ali Shah à Napoléon Ier, le remerciant de la lettre remise par M.Jaubert, et en demandant des instructeurs militaires, décembre 1806.

D'autre part, le shah de Perse avait besoin d'aide contre la menace russe à ses frontières du nord, car la Russie avait annexé l’est de la Géorgie en 1801 après la mort de Georges XII de Géorgie. Le général Tsitsianov occupa la Géorgie en dépit des revendications de ses rivaux perse et ottoman, et attaqua Erevan situé en Perse en 1804, déclenchant une guerre russo-persane, et bientôt la guerre entre la Russie et la Turquie fut également déclarée en 1806.
La Grande-Bretagne, un allié de la Russie, avait temporisé sans apporter de soutien clair. Le shah décida de répondre favorablement aux offres de Napoléon, en envoyant une lettre portée par l'ambassadeur Mirza Mohammed Reza-Qazvini (Mirza Riza) à la cour de Napoléon, puis à Tilsit dans l'est de l'Allemagne. Dans ses instructions à l'ambassadeur, le shah expliqua :
« Si les Français ont l'intention d'envahir le Khorasan, le roi mandatera une armée pour aller descendre par la route de Kaboul et de Kandahar.
- Instructions du shah de Perse à Mirza Riza »
Le shah a cependant nié la possibilité de fournir un port à la flotte française « sur leur chemin vers l'Hindoustan ».

### Alliance et mission militaire

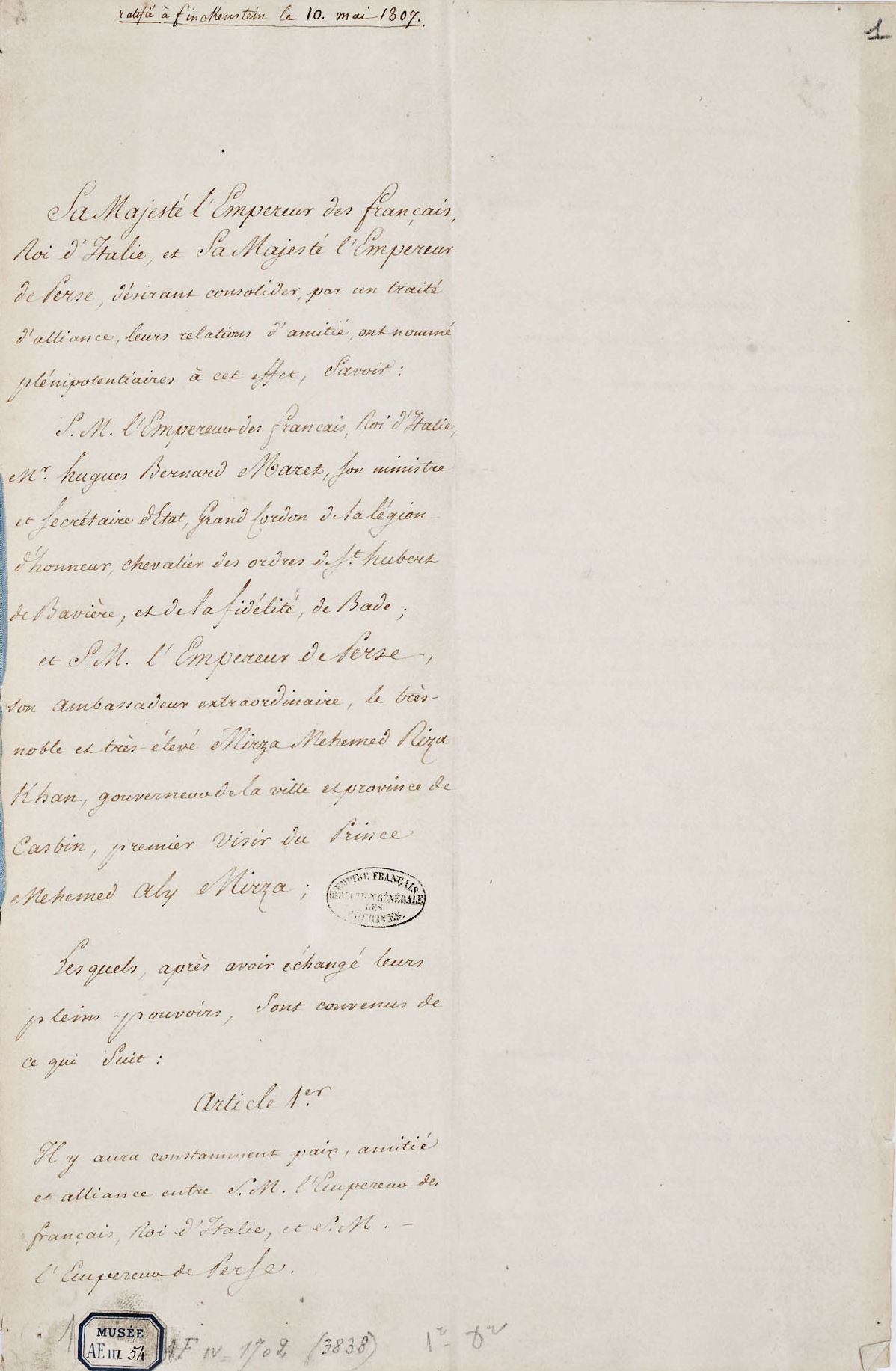
Le traité de Finckenstein entre la Perse et la France, ratifié 10 mai 1807.

À la suite de la visite de l'envoyé iranien Mirza Mohammed Reza-Qazvini à Napoléon, le traité de Finckenstein officialisa l'alliance, le 4 mai 1807. Par celui-ci, la France appuyait la revendication de la Perse sur la Géorgie, en promettant de faire en sorte que la Russie rende le territoire. En échange, la Perse promettait de lutter contre la Grande-Bretagne, et de permettre à la France de traverser le territoire de la Perse pour rejoindre l'Inde.

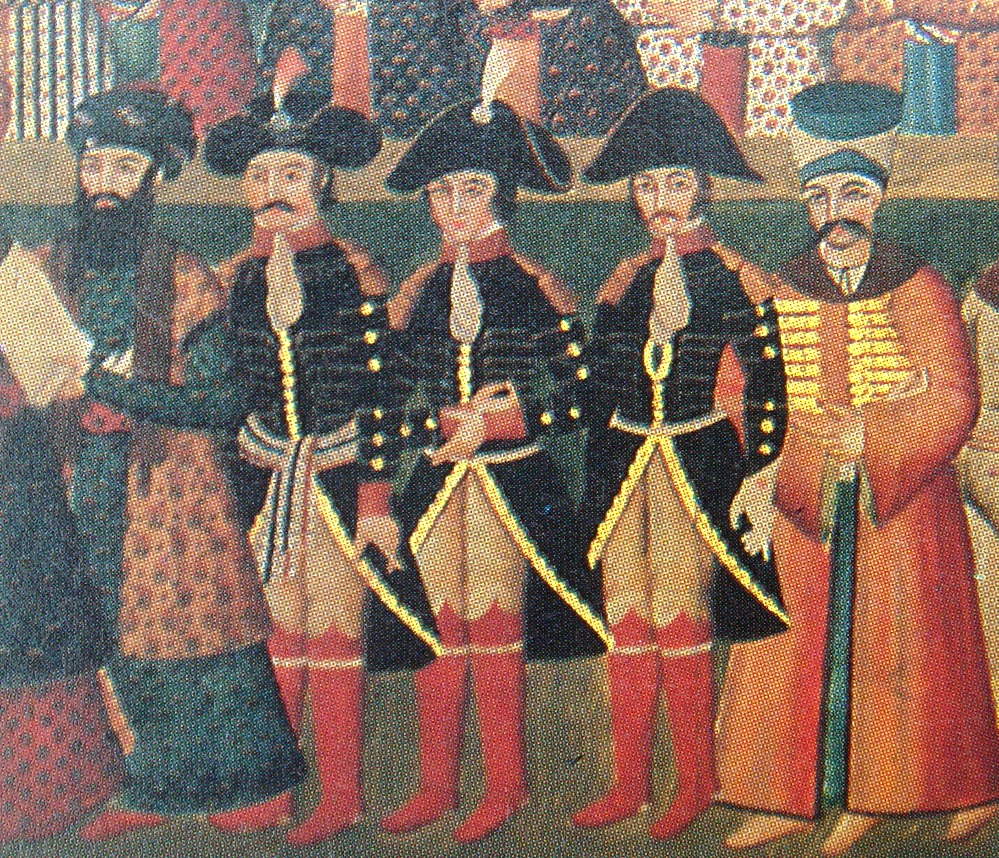
Le général Gardane, avec des collègues Jaubert et Joanin, à la cour perse de Fath Ali Shah en 1808. Les chaussettes rouges étaient un élément du protocole persan.

Une mission militaire, sous la direction du général Antoine Gardanne, a également été envoyée, afin de contribuer à la modernisation de l'armée perse, et de tracer une route d'invasion de l'Inde. Gardanne avait également pour mission de coordonner les efforts ottoman et perse contre la Russie. Il disposait de 70 officiers et sous-officiers, et a commencé à travailler à la modernisation de l'armée perse sur le modèle européen. La mission est arrivée le 4 décembre 1807.
Les capitaines d'infanterie Lamy et Verdier formèrent la Nezame Jadid (Nouvelle armée), qui servit sous le commandement du prince Abbas Mirza. Cette armée modernisée défait une attaque armée russe sur la ville stratégique d’Erevan le 29 novembre 1808, démontrant l'efficacité de la formation française. Les lieutenants d'artillerie Charles-Nicolas Fabvier et Reboul ont été envoyés par le général Gardanne à Ispahan dans le but de mettre en place une usine pour produire des canons pour l'artillerie persane, usine disposant de fonderies, de tours, et de machines. Contre vents et marées, en décembre 1808, ils avaient réussi à produire 20 pièces de canon dans le style européen, qui furent transportés à Téhéran.
Le diplomate du XIXe siècle Sir Justin Sheil a émis des commentaires positifs sur la contribution française à la modernisation de l'armée perse :
« Il est au génie militaire des Français que nous sommes redevables de la formation de l'armée indienne. Nos voisins belliqueux ont été les premiers à introduire en Inde le système de formation des troupes indigènes et de les convertir en une force disciplinée régulière. Leur exemple fut copié par nous, et le résultat est ce que nous voyons. Les Français ont apporté en Perse les mêmes facultés militaires et administratives, et ont été à l'origine de l'actuelle armée régulière perse. Lorsque Napoléon le Grand a décidé de prendre la Perse sous ses auspices, il envoya, dans ce pays, plusieurs officiers à l'intelligence supérieure avec la mission du général Gardanne, en 1808. Ces messieurs ont commencé leur travail dans les provinces d’Aderbidjan et de Kermanshah, et il est dit avec beaucoup de succès.
- Sir Justin Sheil (1803-1871). »

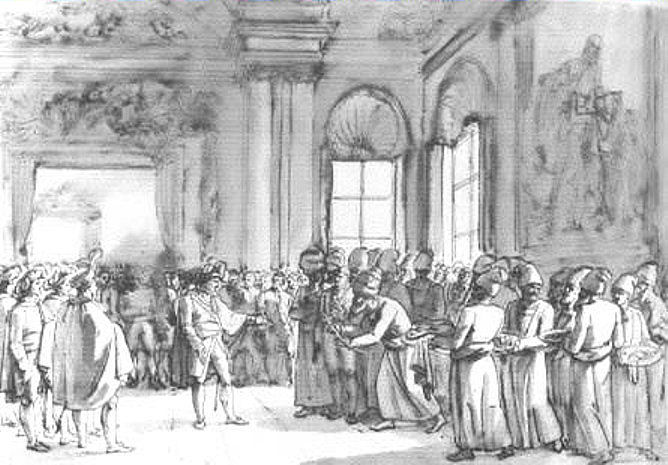
Askar Khan Afshar reçu par Napoléon Ier à Saint-Cloud, le 4 septembre 1808, par Benjamin Zix.

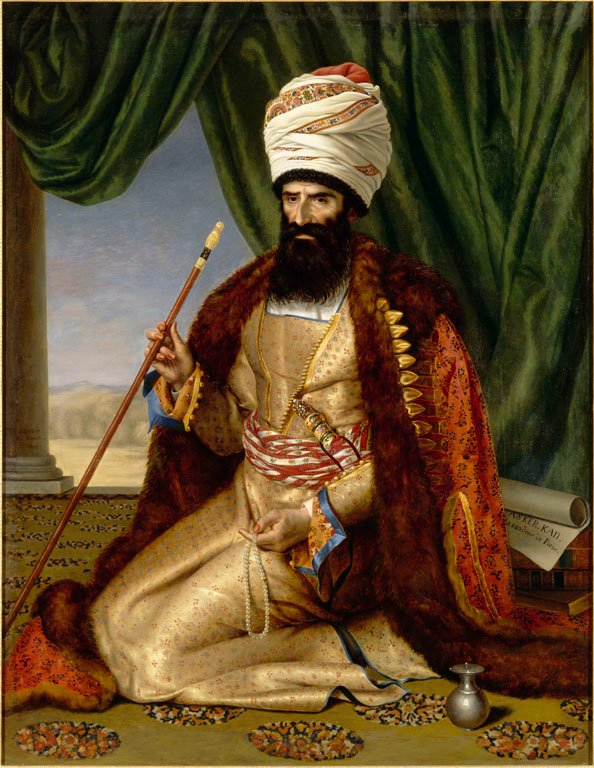
L'ambassadeur de Perse Askar Khan Afshar, à Paris de juillet 1808 à avril 1810, par Madame Vavin.

L'ambassade de Gardanne en Perse perdit bientôt l'une de ses principales raisons d'origine. Dans un retournement final, Napoléon Ier ayant finalement vaincu la Russie lors de la bataille de Friedland en juillet 1807, et la France et la Russie se sont alliées par le traité de Tilsit. Le général Gardanne est arrivé à Téhéran en Perse après le traité de Tilsit, en décembre 1807.
Napoléon a néanmoins souhaité continuer à favoriser l'alliance franco-persane, afin de poursuivre son plan d'envahir l'Inde. À cet effet, il avait prévu de nommer son frère Lucien Bonaparte comme son représentant à Téhéran. Napoléon prévoyait toujours d'envahir l'Inde britannique, cette fois avec l'aide de la Russie.
Un ambassadeur de Perse, nommé Askar Khan Afshar, fut envoyé à Paris. Il arriva à Paris le 20 juillet 1808 et rencontra Napoléon le 4 septembre 1808.
La Perse avait cependant perdu sa motivation principale pour l'alliance, la reprise de la Géorgie et de l'Azerbaïdjan à la Russie, sujets qui n'avaient même pas été abordée lors du traité de Tilsit,.
L'alliance franco-persane avait ainsi perdu sa principale motivation, la France et la Russie étaient maintenant alliées. Le shah de Perse s’est donc à nouveau tourné vers les Britanniques pour obtenir des conseillers militaires. À l'Est, un traité de défense mutuelle a été signé entre l'Inde britannique et shah Shuja al-Mulk d'Afghanistan le 17 juin 1809 à afin de mieux résister à la menace franco-perse, mais à ce moment la Perse avait déjà dénoncé son alliance avec la France.

### Retour vers une alliance avec les Britanniques

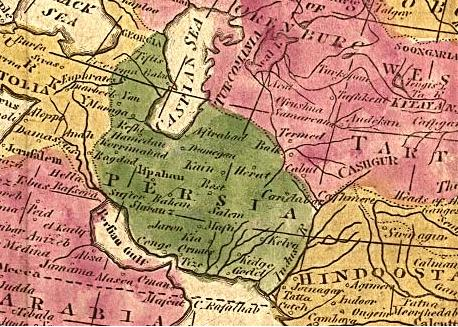
La Perse en 1808 selon un plan britannique, avant les pertes territoriales au nord, au profit de la Russie, à la suite du traité de Golestan, et la perte d'Hérat au profit de la Grande-Bretagne en 1857 à la suite du traité de Paris.

Après l'échec de la mission de John Malcolm, en 1808, qui n'avait été autorisé à négocier qu’avec le gouverneur de la province de Fars, Sir Harford Jones a réussi à signer, en mars 1809, un traité préliminaire avec la Perse. Le général Gardanne est retourné en France. Au cours d’une autre mission en 1810, Malcolm était accompagné d’un grand nombre d'officiers, dont l'un, Lindsay Bethune (en), allait devenir le commandant en chef de l'armée perse pendant plusieurs années. En 1809-1810, le shah a envoyé l'ambassadeur Haji Mirza Abul Hasan Khan à la cour de Londres, immortalisé comme Hajji Baba par le diplomate James Morier. Selon Sir Justin Sheil.:
« L'influence anglaise devenant majeure, et la mission française ayant quitté la Perse, il a été décidé d’accéder au désir du gouvernement persan et de continuer la même organisation militaire. Sir John Malcolm était accompagné en 1808 par deux officiers de l'armée indienne, le major Christie et le lieutenant Lindsay, à qui fut confiée cette tâche, qu’ils ont menée à bien. Le major Christie était un homme disposant d’un talent militaire avéré, il prit la charge de l'infanterie, et fut tué à son poste à la bataille d'Aslanduz en 1812. Son successeur, très compétent, était le major Hart, de l'armée de terre. Sous les auspices et la coopération infatigable d’Abbas Mirza, héritier présomptif du trône de Perse, par qui l'autorité absolue lui a été confiée, il a mené l'infanterie d’Azerbaïdjan à un état de la perfection. L'artillerie a été placée sous le commandement du lieutenant Lindsay, qui deviendra le major-général Sir H. Lindsay. Cet officier a acquis une influence extraordinaire dans l'armée, et en particulier parmi l'artillerie. Il a porté cette branche des forces en Azerbaïdjan à un tel degré de perfection, et introduit un total esprit de corps, si bien qu’à ce jour son nom est vénéré, et des traces de son instruction survivent encore dans l'artillerie de cette province, qui, même aujourd'hui conserve un certain degré d'efficacité.
- Sir Justin Sheil (en) (1803-1871). »

## Épilogue
L'alliance entre la France et l'Empire Ottoman a été maintenue, et un accord de paix a été négocié entre la Russie et les Ottomans, mais les territoires que les Ottomans avaient été promis de restituer (la Moldavie et la Valachie) par le traité de Tilsit ne l'ont jamais été, bien que les Ottomans aient pour leur part respecté leur part du contrat en déplaçant leurs troupes au sud du Danube.

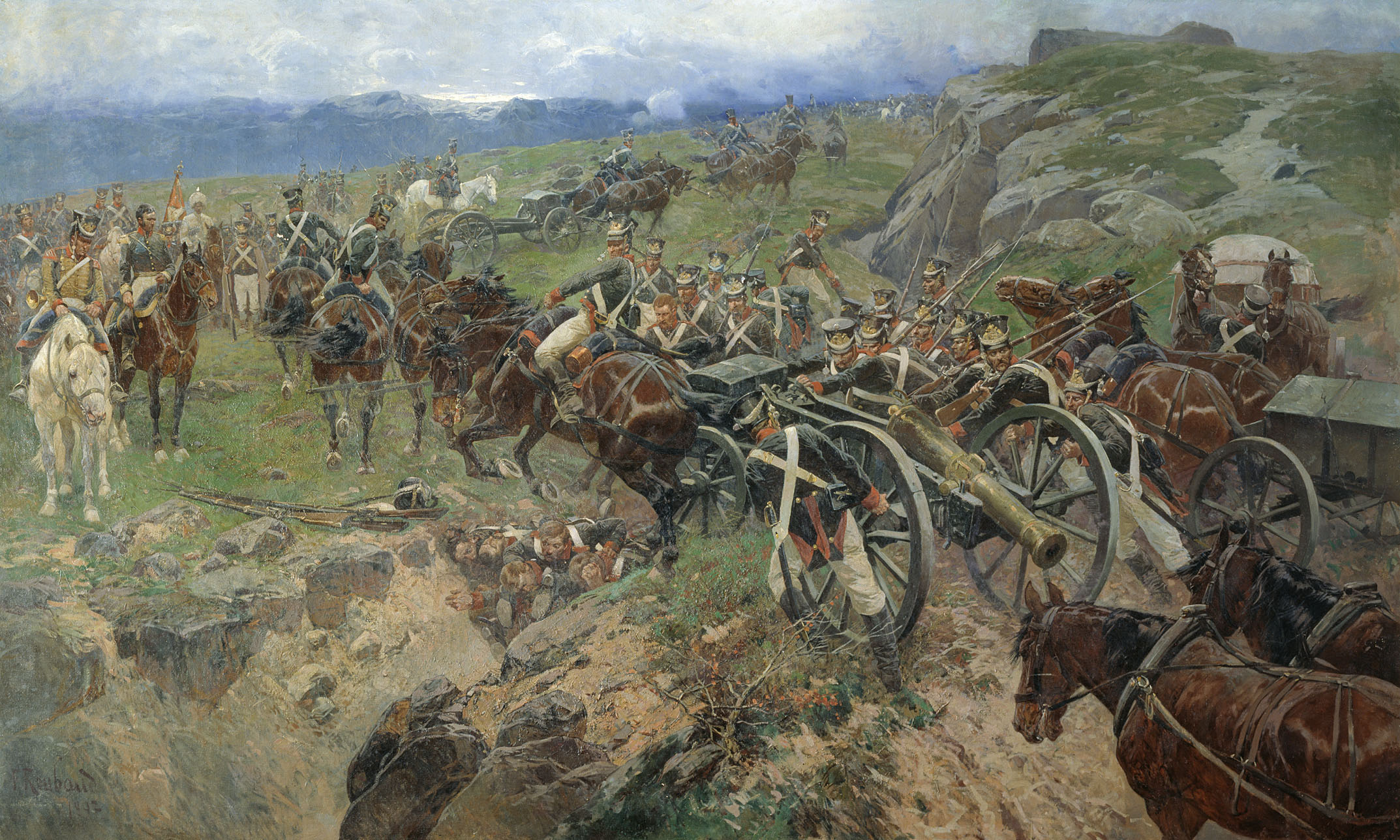
Un épisode de la guerre russo-perse de 1804-1813.

Alors que la guerre russo-persane fait rage malgré les efforts de la France et de la Russie pour tenter de parvenir à un règlement entre la Russie et la Perse, en 1812, la Perse a dû faire face à une défaite majeure contre la Russie lors de la bataille d'Aslanduz, forçant le Shah à négocier le traité de Golestan, le 12 octobre 1813.
En 1812, par le traité de Bucarest, l'Empire ottoman et la Russie ont conclu la paix, car la Russie voulait se libérer de ce front sud en prévision de l'invasion de la Russie par Napoléon. La Bessarabie restait russe et les Ottomans regagnaient la Valachie et la Moldavie.
Après la chute de Napoléon, un officier français nommé Jean-François Allard visita Abbas Mirza pour proposer ses services. On lui promis le poste de colonel, mais n'a jamais reçu les troupes correspondant à sa fonction. En 1820, Allard partit pour le Pendjab, où il joua un grand rôle,.

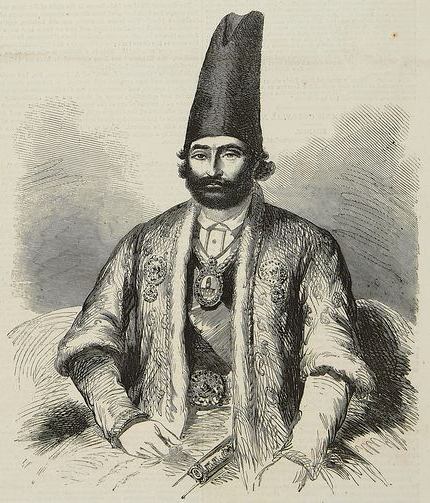
Ferouk Khan dans lIllustrated London News, 1857.

Après une longue période d'échanges entre la Perse et la Grande-Bretagne, les relations diplomatiques avec la France ont repris en 1839 à la suite d'un différend entre la Grande-Bretagne et la Perse sur la ville de Hérat en Afghanistan. La Grande-Bretagne retira ses missions militaires et diplomatiques de Perse, occupa l'île de Kharg et attaqua Bouchehr. Mohammad Shah Qajar, reprit les relations diplomatiques avec la France, et envoya une mission diplomatique à Louis-Philippe sous la direction de Mirza Hossein Khan (en) pour obtenir une aide militaire. En réponse, un groupe d'officiers français fut envoyé en Perse avec l'ambassadeur qui était de retour.

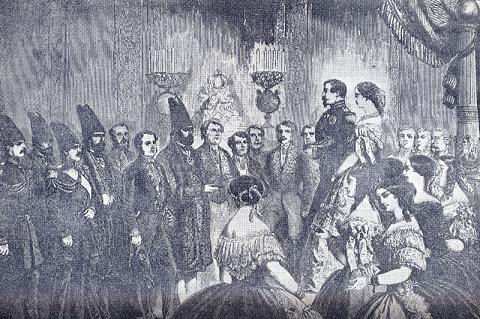
L'ambassade perse auprès de Napoleon III, conduite par Amin o Dowleh.

En 1857, pendant la guerre anglo-perse (1856-1857), un ambassadeur perse nommé Ferouk Khan (en) a été envoyé à Napoléon III, qui a exprimé ses regrets au sujet du conflit. Les négociations ont abouti à la mars 1857 au traité de Paris, qui a mis fin à cette guerre.

## Références

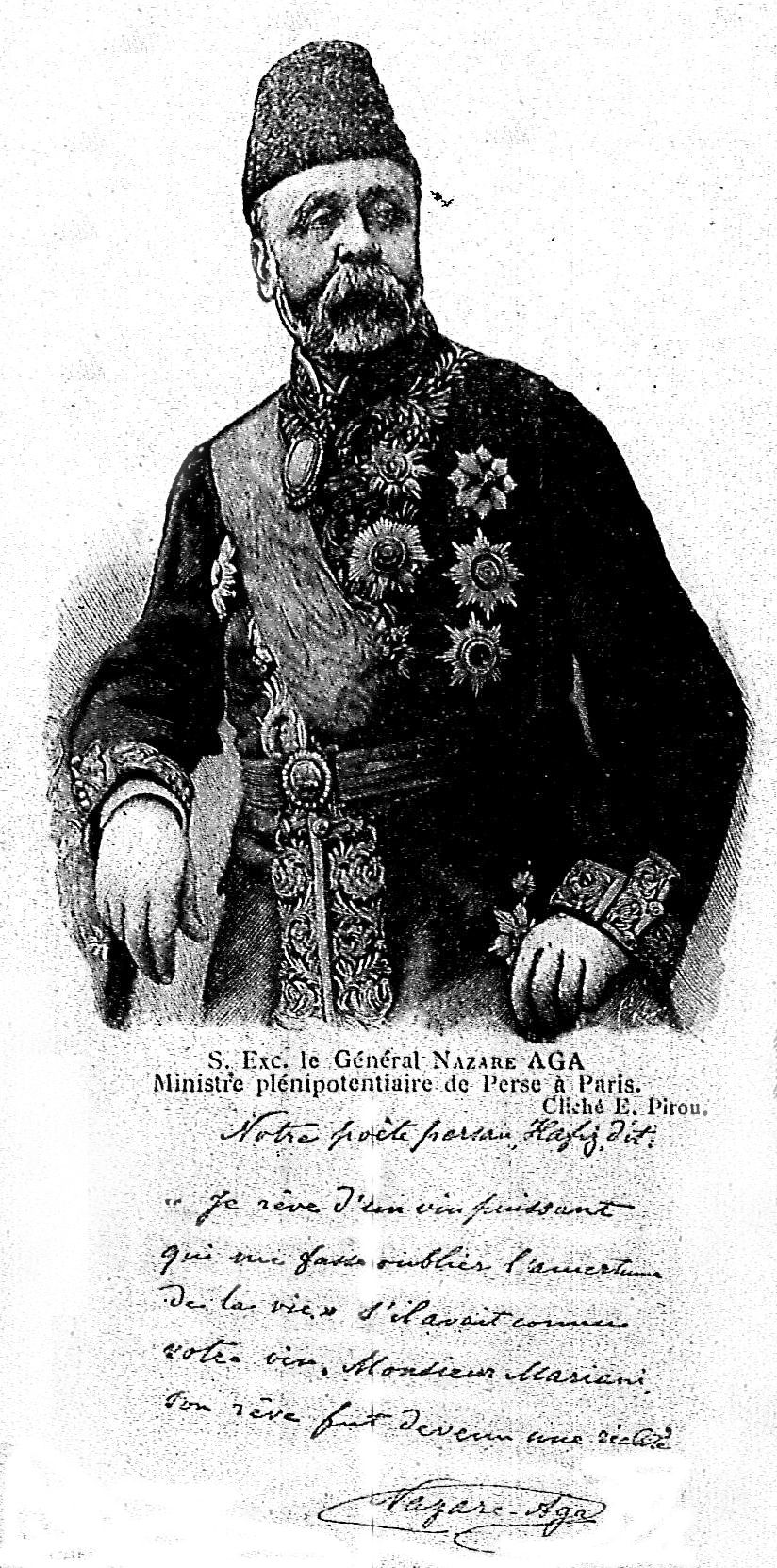
Le général Nazare Aga (1812-1927) ministre plénipotentiaire en France.